# Antonio Soto (sindicalista)
Antonio Gonzalo Soto Canalejo (Ferrol, 8 de octubre de 1897 - Punta Arenas, 11 de mayo de 1963), conocido como "El Gallego Soto" o como "líder de la Patagonia rebelde", fue un líder sindical anarquista español, uno de los principales dirigentes anarcosindicalistas en las huelgas rurales de la Patagonia de Argentina en 1921.

## Biografía

### Primeros años y juventud
Nació el 8 de octubre de 1897 en la ciudad gallega de Ferrol (Provincia de La Coruña). Era hijo de Antonio Soto y Concepción Canalejo. Llegó a Buenos Aires cuando tenía 13 años. Huérfano de padre, comenzó junto con su hermano Francisco una vida de miserias y privaciones en Argentina. Antonio pudo concurrir muy poco a la escuela primaria. Hizo de los más diversos oficios sufriendo privaciones, explotación y castigos. Desde muchacho fue atraído por las ideas anarquistas en su vertiente sindicalista. En 1914 ―con 17 años― Soto se rehúsa a ingresar en el Ejército español para ir a combatir a la guerra del Rif. En 1919 se embarcó con la compañía teatral Serrano-Mendoza, que hacía el recorrido de los puertos patagónicos argentinos y continuaba su periplo por Punta Arenas, Puerto Natales, Puerto Montt, etc.
En enero de 1920 se desata una verdadera rebelión popular en la ciudad de Trelew, en el Chubut. Todo comienza con una huelga de empleados de comercio a la que se adhiere casi toda la población, en contra del gobernador, la policía y los grandes comerciantes. Antonio Soto aparece arengando a la gente y apoyando a los trabajadores en huelga. Esa actitud le valió su detención y expulsión del territorio chubutense. Poco después llegará a Río Gallegos, donde el clima obrero que reina en la capital santacruceña lo atrae.

### Inicio de carrera política
Antes y después de las funciones teatrales en la ciudad concurre al local de la Sociedad Obrera. Allí escuchará al asesor, doctor José María Borrero, quien era un orador que cautivaba al auditorio. Borrero lo alienta a quedarse e integrar el sindicato; él se ha dado cuenta de que Soto es un hombre de lucha, que tiene preparación ideológica y que sabe expresarse bien en las asambleas. Soto abandona la compañía teatral y se radica en la Patagonia. Se inscribe como estibador para trabajar en el puerto («trabajador de playa»).
El 24 de mayo de 1920 es elegido secretario general de la Sociedad Obrera de Gallegos. En julio de ese año la Sociedad Obrera, en acuerdo con todos los sindicatos de las otras ciudades santacruceñas, declara la huelga del personal de hoteles de todo el territorio y del personal de playa de los puertos. Piden mejoras salariales. En el sector de playa se pierde la huelga; en cambio, el gremio de mozos, peones y cocineros de hoteles, continúan.

### Actuación en la primera huelga patagónica
La situación al comenzar el año 1921, era la siguiente: el paro en Río Gallegos y Puerto Deseado era total, además se había declarado el boicot a 3 comercios. El 16 de enero el marino Malerba, bajo las órdenes del gobernador Edelmiro Correa Falcón, inicia la represión de los huelguistas. Es detenido el asesor de la Sociedad Obrera, José María Borrero, y otros integrantes de la organización, pero Antonio Soto no pudo ser apresado.
Antonio Soto viaja clandestinamente a Buenos Aires, saliendo en el vapor Asturiano oculto por los obreros de máquinas, para presentar la situación en el Congreso sindicalista. El periódico Organización Obrera ―órgano de la FORA sindicalista―, en su número del 29 de enero, da cuenta de su arribo. Soto participará del Congreso Nacional como delegado de los afiliados de la Sociedad Obrera de Río Gallegos. Soto aprovecha el Congreso para buscar apoyo y solidaridad para el conflicto en Santa Cruz. El Congreso Obrero, con representaciones de todo el país, se realizó en La Plata desde el 29 de enero hasta el 5 de febrero de 1921. Soto interviene en el congreso haciendo una profunda crítica por la falta de solidaridad del Consejo Federal con el movimiento obrero en la Patagonia.
El gobierno radical de Hipólito Yrigoyen, aliado de los estancieros, envía al Ejército hacia la Patagonia al mando del teniente coronel Héctor Benigno Varela para evaluar la situación que se estaba viviendo. Éste, al llegar y evaluar antecedentes, finaliza informando que los responsables de todo eran los estancieros, por la explotación a la que sometían a los trabajadores rurales y que la patronal debía humanizar el trato, obligando a ambas partes a deponer las armas y a los estancieros a cumplir con las demandas. Al culminar su gestión, Varela regresa a la Capital Federal.

### Actuación en la segunda huelga patagónica
Los estancieros se negaron a cumplir con el convenio, continuando con los despidos, reteniendo los sueldos atrasados y sin mejorar las condiciones laborables. Antonio Soto lidera a la Sociedad Obrera a la huelga por tiempo indeterminado. El 25 de marzo de 1921 se produce un paro general en el frigorífico. Las gestiones de los estancieros y el gobernador saliente Correa Falcón frente al gobierno radical, dan por resultado el retorno del teniente coronel Varela a la provincia de Santa Cruz, que iniciará una cruel represión fusilando en el acto a los huelguistas.
El 15 de septiembre de 1921, Soto y sus compañeros parten rumbo a las estancias de la cordillera en un largo periplo con automóviles y caballos. Al 31 de octubre, Soto había incorporado al movimiento a los obreros rurales de las estancias Buitreras, Alquinta, Rincón de los Morros, Glencross, La Esperanza y Bella Vista, logrando sublevar a la región del sudoeste del territorio santacruceño. El movimiento era completamente pacífico, requisando las armas y tomando los alimentos para la campaña, sobre los que otorgaban vales para la posterior devolución, y ocasionalmente tomando como rehenes a los propietarios o administradores. Al 5 de noviembre todas las estancias del sur de Santa Cruz están paralizadas. Los obreros dominan los caminos, desplazándose en columnas de 60, 100 y 200 hombres que marchan con la bandera roja y negra. Soto se encuentra en Punta Alta con los militantes Graña, Luis Sambucetti y Pedro Mogilnitzky. Allí resuelven que mientras Soto continúe dirigiendo el movimiento en el campo, los 3 restantes deben intentar entrar en Río Gallegos para reemplazar a los dirigentes presos y tener un punto de apoyo en la ciudad. Los tres anarquistas, al arribar a Río Gallegos, son golpeados y apresados por la policía.
Mientras tanto las columnas obreras de Pintos, Ramón Outerello y Albino Argüelles habían sido atacadas por las tropas del teniente coronel Héctor Benigno Varela, ocasionándoles decenas de bajas. El movimiento había quedado dividido en dos: la columna de Antonio Soto y la columna de José Font (más conocido como Facón Grande). Hasta principios de diciembre Soto dominaba toda la zona sur del lago Argentino y del lago Viedma, y su contingente llegó a ser el más numeroso alcanzando cerca de 600 obreros, tomando como base de operaciones la estancia La Anita.
El Ejército argentino estaba en las cercanías para el 7 de diciembre y el dirigente decide llamar a una asamblea. El obrero chileno Juan Farina propone la rendición y la gran mayoría de los peones rurales apoyan su moción. Soto argumenta que era necesario continuar con la huelga, pero finalmente acuerda enviar a 2 hombres con bandera blanca a parlamentar con las tropas del Ejército para pedir condiciones y garantías, además del cumplimiento de las cláusulas del convenio del año pasado. Los militares fusilan a los dos enviados de inmediato.
Los militares llegan hasta la estancia La Anita y exigen la rendición incondicional a todos los huelguistas. Los dirigentes piden plazo de una hora y se reúnen en asamblea. Soto da un dramático discurso que será desoído por la mayoría de los huelguistas, que deciden entregarse y terminar con la huelga. Las tropas de Varela fusilarán a un buen número de estos huelguistas. Soto y doce hombres huyen a caballo hacia Chile. Nunca será atrapado por las autoridades.

### Vida en Chile y últimos años

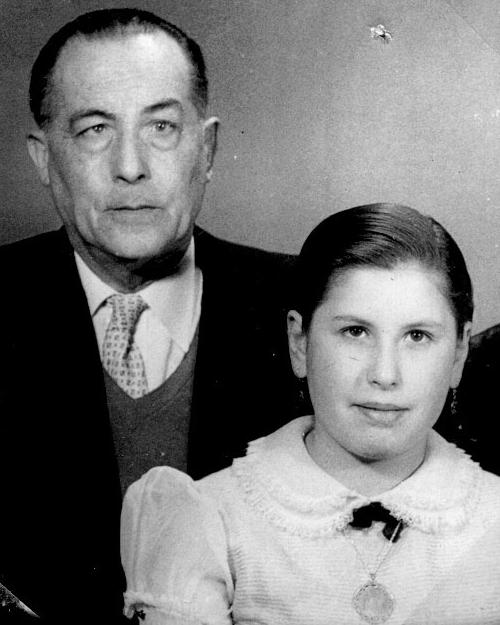
Antonio Soto con su hija Isabel.

Durante 5 días Antonio Soto fue perseguido por los militares argentinos y por los carabineros chilenos, pero logró cruzar la cordillera y refugiarse en Puerto Natales y embarcarse en una goleta que lo llevó a Punta Arenas, siendo refugiado por la Federación Obrera Magallánica. Frente a la posibilidad de ser denunciado, huyó oculto en barco a Valparaíso, siguiendo rumbo a Iquique en el norte chileno, donde trabajó como obrero en las salitreras. Las duras condiciones del trabajo le afectaron la salud y regresó a Valparaíso.
En 1933 viajó de incógnito a Río Gallegos para explicar su actuación en la huelga de 1921, y tomó contacto con antiguos compañeros, preparando un acto que resultará un fracaso en concurrencia, siendo además expulsado de inmediato por el gobernador Juan Manuel Gregores. Soto abandonó la militancia activa pero sin renegar de sus ideales anarquistas.
Se instaló en Punta Arenas y manejó un pequeño hotel, punto de reunión de libertarios, intelectuales y librepensadores. Soto fundó en esa ciudad chilena el Centro Republicano Español, el Centro Gallego y la filial de la Cruz Roja. En Puerto Natales inauguró un cine al que llamó Libertad. El 11 de mayo de 1963 murió en Punta Arenas a los 65 años de edad. Sus restos fueron acompañados de un nutrido cortejo fúnebre, integrado por anarquistas, republicanos españoles y una columna de estudiantes (Soto había inspirado la primera huelga estudiantil en Punta Arenas por el aumento del salario de los docentes). Su tumba se encuentra en el cementerio municipal de Punta Arenas, en el nicho N.º 95 del tramo 1 Angamos.
En Ferrol (Galicia), su lugar de nacimiento, una calle lleva su nombre. En la también gallega ciudad de La Coruña hay una fuente de casi 100 años de antigüedad que lleva su nombre.[cita requerida]